# Манфред фон Рихтхофен
Барон Манфред Албрехт фон Рихтхофен е германски пилот, смятан и до днес за „асът на асовете“. Има голям успех като пилот-изтребител, военен водач и въздушен ас, като печели 80 въздушни битки по време на Първата световна война.

## Биография
Роден е в Бреслау на 2 май 1892 г. На 11 години влиза в училище за кадети във Валщат. След кадетското училище преминава през военната академия в Лихтерфелде близо до Потсдам, откъдето излиза с пагони на офицер от кавалерията. Лейтенант фон Рихтхофен влиза в авиацията на 10 юни 1915 г. като летец-наблюдател в Саксония. На Източния фронт лети заедно с оберлейтенант Георг Цоймер. Преди да стане пилот-изтребител той сваля 2 самолета. Постъпва в авиационното училище в Дьобериц и се дипломира през март 1916 г. Първият му самолет е „Fokker III“. Дислоциран е на фронта при Вердюн, където на 26 април успява да свали първия самолет от впечатляващата си сметка на въздушен ас. На 17 септември 1916 г. над Вилеплуих баронът сваля един „ФЕ-2в“ с британски знаци, с което слага началото на огромна поредица от „потърпевши“ от срещата си с Червения барон самолети. Следващият е майор Лану Хоукер, един от най-прочутите пилоти на Британските кралски ВВС.
Първото признание идва на 16 януари 1917 г., когато по случай 16-а въздушна победа Манфред Фон Рихтхофен получава най-престижния орден на Германската империя – „За заслуги“.
Назначен за командир на 11-а ескадрила, той включва в нея брат си Лотар, завършил авиационното училище предната година. През април 1917 г. двамата братя сеят терор и ужас сред летците от британската авиация, изпращайки към земята 36 от нейните самолети – 21 на сметката на барона и 15 на тази на Лотар. До юни същата година има вече 56 победи в актив на Червения барон. Този прякор той получава след като боядисва своя боен самолет в ярко червен цвят.
На 21 април 1918 г. при поредния въздушен бой Манфред фон Рихтхофен е застигнат от куршум, изстрелян от земята. Успял да приземи самолета си в една нива, Червеният барон умира от раната в областта на сърцето 2 минути след като е намерен от съюзническите пехотинци.
Всъщност името на това лице е Манфред фон Ритхофен и много често го бъркат с генерал-фелдмаршал, Волфрам фон Рихтхофен (1895 – 1945). Има много създадени филми за подвизите на германския ас, като последният такъв е „Червеният барон“ (2008).